# Підвищуючий широтно-імпульсний перетворювач

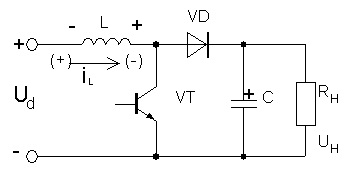
Рис.1 Принципова схема підвищуючого ШІПа

Підвищуючий широтно-імпульсний перетворювач (ШІП) - дає можливість одержати на навантаженні напругу Uн, що перевищує напругу джерела живлення (Uн≥Ud). Конструктивно являє собою імпульсний стабілізатор сталої напруги, в якому дросель з’єднаний послідовно, а транзистор підключений паралельно до навантаження. Для зменшення пульсації напруги до схеми включають фільтр(и) з конденсаторів або з боку навантаження, або входу.

## Принцип дії
При відпиранні транзистора VT дросель L під’єднується до джерела живлення Ud. Струм у дроселі зростає і відбувається накопичення енергії. При запиранні транзистора VT відкривається діод VD і конденсатор заряджається від послідовно з’єднаних джерела живлення Ud  і дроселя L. На цьому етапі роботи ЕРС самоіндукції дроселя має полярність вказану без дужок (рис.1). Напруга на конденсаторі, а отже і на навантаженні Uн більша за напругу джерела живлення (Uн ≥ Ud). При черговому відпиранні транзистора VT діод VD закривається за рахунок напруги на конденсаторі С, а струм у навантаженні підтримується за рахунок енергії, накопиченної у конденсаторі С.
Можливі два режими роботи дроселя L:
1. режим безперервного протікання струму в дроселі (рис.2);
2. режим переривчастого протікання струму в дроселі (рис.3).

### Режим безперервного струму

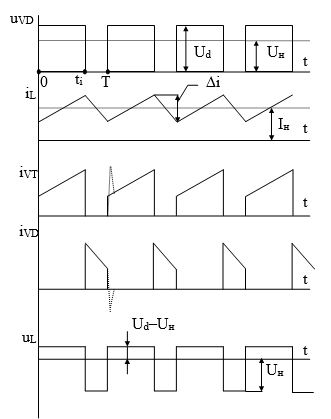
Рис.2.Часові діаграми струмів та напруг дроселя в режимі безперервного струму

Коли перетворювач працює в безперервному режимі, струм через індуктивність L ніколи не падає до нуля. На рис.2 показані типові форми сигналів струмів і напруг у дроселі перетворювача, що працює в цьому режимі. Вихідна напруга може бути розрахована наступним чином в разі ідеального перетворювача (тобто з використанням компонентів з ідеальною поведінкою), що працює в стаціонарних умовах.
У включеному стані транзистор VT відкритий, від чого вхідна напруга {\displaystyle U_{L}} з'являється на дроселі і це призводить до зміни струму {\displaystyle i_{L}}, що протікає через котушку індуктивності протягом періоду часу (t) за формулою:
{\displaystyle {\frac {\Delta i_{L}}{\Delta t}}={\frac {U_{L}}{L}}}
Як наслідок, в кінці включеного стану зростання {\displaystyle i_{L}} визначатиметься за формулою:
{\displaystyle \Delta i_{L_{on}}={\frac {1}{L}}\int _{0}^{DT}U_{L}dt={\frac {DT}{L}}U_{L}}
D це робочий цикл, що являє собою частину комутаційного періоду T, протягом якого ключ включений. Таким чином, D коливається в діапазоні від 0 (VT завжди закритий) і 1 (VT завжди відкритий).
Під час вимкненого стану, транзистор VT закритий, тобто ключ, яким він є - відкритий і струм котушки індуктивності тече через навантаження. Якщо розглядати нульове падіння напруги на діоді, і конденсатор має досить велику ємність, щоб напруга на ньому залишалася незмінною, {\displaystyle i_{L}} матиме вигляд:
{\displaystyle U_{L}-U_{o}=L{\frac {di_{L}}{dt}}}
Таким чином зміна {\displaystyle i_{L}} протягом вимкненого стану дорівнюватиме:
{\displaystyle \Delta i_{L_{Off}}=\int _{DT}^{T}{\frac {\left(U_{L}-U_{o}\right)dt}{L}}={\frac {\left(U_{L}-U_{o}\right)\left(1-D\right)T}{L}}}
Оскільки ми вважаємо, що перетворювач працює в стаціонарних умовах, кількість енергії, запасеної в кожному з його компонентів  на початку повинна бути такою ж і в кінці циклу комутації. Зокрема, енергія, запасена в дроселі визначається за формулою:
{\displaystyle E={\frac {1}{2}}Li_{L}^{2}}
Таким чином, струм котушки індуктивності однаковий як на початку, так і в кінці циклу комутації. Це означає, що загальна зміна струму (сума змін) дорівнює нулю:
{\displaystyle \Delta i_{L_{On}}+\Delta i_{L_{Off}}=0}
Заміняємо {\displaystyle \Delta i_{L_{On}}} і {\displaystyle \Delta i_{L_{Off}}} їхніми виразами:
{\displaystyle \Delta i_{L_{On}}+\Delta i_{L_{Off}}={\frac {U_{L}DT}{L}}+{\frac {\left(U_{L}-U_{o}\right)\left(1-D\right)T}{L}}=0}
Також можна записати це як:
{\displaystyle {\frac {U_{o}}{U_{L}}}={\frac {1}{1-D}}}
Наведене вище рівняння показує, що вихідна напруга завжди вище, ніж вхідна напруга (коли робочий цикл проходить від 0 до 1), і що вона зростає зі збільшенням D, теоретично до нескінченності оскільки D наближається до 1.
Перегрупувавши рівняння можна виразити робочий цикл:
{\displaystyle D={1-{\frac {U_{L}}{U_{o}}}}}

### Режим переривистого струму

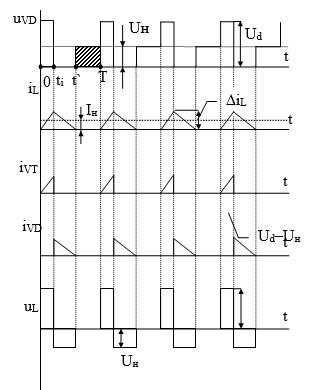
Рис.3 Часові діаграми струмів та напруг дроселя в режимі переривчастого струму

Якщо амплітуда пульсацій струму занадто висока, то котушка індуктивності може бути повністю розряджена до кінця повного комутаційного циклу. Це зазвичай відбувається при невеликих навантаженнях. У такому випадку струм, що протікає через котушку індуктивності, падає до нуля протягом частини періоду. Не зважаючи на те, невелике розходження сильно впливає на рівняння вихідної напруги. Вона може бути розрахована наступним чином:
Оскільки струм дроселя на початку циклу рівний нулю, його максимальне значення 
{\displaystyle i_{L_{Max}}} (при {\displaystyle t=DT}) буде:
{\displaystyle i_{L_{Max}}={\frac {U_{L}DT}{L}}}
Протягом вимкненого стану, iL падає до нуля після {\displaystyle \delta T}:
{\displaystyle i_{L_{Max}}+{\frac {\left(U_{L}-U_{o}\right)\delta T}{L}}=0}
Взявши два попередні вирази, знаходимо δ:
{\displaystyle \delta ={\frac {U_{L}D}{U_{o}-U_{L}}}}
Струм навантаження io дорівнює середньому струму діода (i  VD ). Як можна побачити на рис.3, струм  діода дорівнює струму дроселя під час вимкненого стану. Таким чином, вихідний струм можна записати у вигляді:
{\displaystyle i_{o}={\bar {i_{V}D}}={\frac {i_{L_{max}}}{2}}\delta }
Замінюючи iLmax і δ їх відповідними виразами:
{\displaystyle i_{o}={\frac {U_{L}DT}{2L}}\cdot {\frac {U_{L}D}{U_{o}-U_{L}}}={\frac {U_{L}^{2}D^{2}T}{2L\left(U_{o}-U_{L}\right)}}}
Таким чином, коефіцієнт підсилення вихідної напруги можна записати в такий спосіб:
{\displaystyle {\frac {U_{o}}{U_{L}}}=1+{\frac {U_{L}D^{2}T}{2Li_{o}}}}
У порівнянні з виразом посилення напруги на виході для безперервного режиму, цей вираз є набагато складнішим. Крім того, в режимі переривчастих струмів, посилення вихідної напруги не тільки залежить від робочого циклу (D), але і від величини котушки індуктивності (L), вхідної напруги (UL), періоду комутації (T) і вихідного струму (io).

## Історія
Для забезпечення високої ефективності, ключ імпульсного стабілізатора повинен відмикатися і замикатися дуже швидко і мати низькі втрати. Поява комерційного напівпровідникового ключа в 1950-ті роки стала важливою інновацією, яка зробила можливою появу таких підвищуючих перетворювачів, а великий попит в аерокосмічній промисловості на малі, легкі і ефективні перетворювачі енергії призвів до їх швидкого розвитку.

## Застосування
Системи живлення з батарей часто з'єднуються послідовно для досягнення більш високої напруги. Проте, достатньої напруги у багатьох випадках таким чином досягти не вдається через нестачу місця. Використовуючи ж підвищуючий ШІП можна мінімізувати кількість використаних батарей. Сьогодні підвищуючі ШІПи з живленням від акумуляторних батарей використовуються в гібридних електричних транспортних засобах (Hybrid Electric Vehicles) і портативних системах освітлення.
Toyota Prius NHW20 HEV використовує двигун з робочою напругою 500 В. Без підвищуючого перетворювача Prius потрпотребувала би близько 417 батарей для живлення двигуна. Проте, насправді Prius використовує лише 168 батарей, а напруга акумулятора підвищується від 202 В до 500 В.
Білий світлодіод зазвичай вимагає 3,3 В, щоб випромінювати світло. Підвищуючий перетворювач може збільшити напругу однієї лужної батарейки (1,5 В) до необхідної для живлення лампи зі зменшенням вихідного струму.
Нерегульований підвищувальний перетворювач використовується як механізм збільшення напруги у схемі, відомій як Крадій джоулів (англ. joule thief). Ця топологічна схема використовується у малопотужних пристроях із живленням від лужних батарейок і спрямована на здатність підвищуючого перетворювача вичерпувати всю остаточну енергію батареї, що залишилася після її розряду. Ця енергія інакше була б витрачена даремно, оскільки низька напруга майже розрядженої батареї робить її непридатною для використання і багато приладів не дозволяють протікання необхідного струму через навантаження при зниженні напруги. Так як у формулі потужності ({\displaystyle P=U^{2}/R}), R є стабільним, доступна навантаженню потужність значно знижується при зменшенні напруги.